# دوري كرة القدم النرويجي الدرجة الأولى 1968
دوري كرة القدم النرويجي الدرجة الأولى 1968 (بالنرويجية: 2. divisjon fotball for menn 1968)‏ هو موسم من الدوري النرويجي الدرجة الأولى. فاز فيه نادي ستارت.